# Abisara rogersi
Abisara rogersi is een vlindersoort uit de familie van de prachtvlinders (Riodinidae), onderfamilie Nemeobiinae.
Abisara rogersi werd in 1878 beschreven door H. Druce.